# 犯罪に関する都市伝説
犯罪に関する都市伝説（はんざいにかんするとしでんせつ）では、一般に流布している犯罪に関連する都市伝説。

## 犯罪・犯罪者・事件

### 殺人・殺人未遂
凶悪な脱獄囚
若いカップルが深夜に人気のない山道でドライブをしていると、カーステレオのラジオから凶悪で危険な囚人が今走っている場所のすぐ近くにある刑務所から脱獄したと臨時ニュースが流れる。怯えながらもドライブを続けていると、車のエンジンの調子がおかしくなり車が動かなくなる、男の方が「助けを呼んでくる」と一人で山道を行こうとするが、脱獄囚に怯えた女はそれを止める。最終的に「きちんとロックして車の中にいれば安全だ」と男が言い、それに納得した女は車の中で男の帰りを待つことになった。
女が車の中で男の帰りを待っていると、「ズリッ…」と時折、何かをこするような奇妙な音が聞こえる。女は恐怖に駆られたが男の言葉を思い出し、車の中で鳴り続ける奇妙な音を聞きながら、男の帰りを待つことにする。やがて、日が昇ると一台のパトカーが女のいる車の近くにやってくる。女が安堵するとパトカーから二人の警官が降りてきて、「まっすぐこっちに歩いてきてください。ただし、決して振り返って後ろを見てはいけません」と奇妙なことを女に向かって言う。女は警官の指示通り、車を降りて警官のいる方向へ歩いて行くが、やがて好奇心に負けて後ろを向いてしまう。そこには男の死体が道の脇にある木の枝に首に縄を掛けられ、吊るされていた。
一晩中聞こえていた音の正体は、殺された男の死体が風に揺れて、車の屋根を死体の足が擦っていたものだったのだ。
この「カップルがドライブ中にトラブルにあう。車外に出たほうが殺され、車内に留まったほうが助かる」という類型の都市伝説は1988年のドイツなど古くから採集されている。
後ろの男
女性が車を運転していると不審な車に後をつけられる。怖くなった彼女が速度を上げると不審車も速度を上げてくる。意を決した彼女が車を止め、後続車の運転手を問い詰めると、男性は言った。「あなたの車の後部座席に不審な人が乗っている。あなたは危ないところだったんだ！」。
イギリスの作家（兼政治家）ジェフリー・アーチャーの短編「高速道路の殺人鬼」がほぼ同じ構成となっている。
多くの派生系が存在し、すれ違う車や後ろの車にパッシングやクラクションを鳴らされることで主人公が気付く場合などがある。
似た話としてはガソリンスタンドで店員に強引に建物の中に連れ込まれ、主人公が怯えていると「後部座席の男は一体誰なんですか？」と尋ねられるものがある。
また、道行く人々がなぜか声を掛けようとしてくるので、車を停めると「車の上に人を乗せている」と言われる、といったものもある。
ベッドの下の男
ベッドの下に男が潜んでいる部屋から、とっさの機転で逃げ出す話。
ルームメイトの死
ルームメイトが殺人鬼によって殺されたのを知らずに翌朝までその部屋で過ごす、というもの。
ベビーシッターと2階の男
ある女性宛のイタズラ電話が次第に過激化していき、ついには殺人を仄めかすようになる。怖くなった女性が電話で警察に相談すると「次に掛かってきた時に逆探知をする。しっかり施錠をして誰も家に入れるな。家にいる限りは安心だ」と言う。女性が電話を切ると、すぐまた殺人予告の電話が掛かってきた。女性がその電話を切ると、今度は警察から先ほどとは打って変わって焦った口調の電話が。「早く家から出て！犯人はお宅の二階から電話を掛けています！」。
1970年代にアメリカで流行し、本来は「二階にいた子供が惨殺され、ベビーシッターが犯人だった」という結末が多かった。しかし、日本では電話を掛けてくるのがベビーシッターからストーカーに変わっている場合が多い。ルームメイトの死のエピソードが織り込まれた派生も存在する。
この都市伝説を題材とした映画が1974年の「暗闇にベルが鳴る」をはじめとし何作も存在する。
偽の警察官
殺人事件の聞き込みに来る警官が真犯人であり、訪問を受けた目撃者がテレビニュースでそれを知る、というもの。

### 誘拐
赤マント
赤いマントの誘拐犯が少女を暴行して殺す、というもの。明治39年に福井県で実際に起こり、現在も未解決である「青ゲットの男」事件が発端とされている。
尚、「青ゲットの男」事件とは誘い出されて暴行・殺害された点では一致しているが、実際に殺されたのは男とその妻、男の母親の3人であり少女は殺されていない (男には2人の娘がいたが長女は事件当夜は家に居らず、次女は妻が連れ出された際に隣家に預けられた為に共に無事だった) など相違点も多い。
更にこの赤マントの都市伝説が流布したのは諸説あるが概ね昭和10年代初めから半ばであることは一致している。これは「青ゲットの男」事件の発生から30年以上後ということもあり、当時の子供達の間で流行っていた紙芝居の演目である「赤マント」 (この演目は都市伝説の内容とは全く関係がない) と東京で実際に発生した少女暴行事件が組み合わさって発展したものであるとする説もある。
消えた我が子
遊園地で迷子になった子供を探していると、トイレから子供が出てきた。その子が自分の子と同じ靴を履いていることに気づき、逃げる男を捕まえてみたら、その子供は髪を切られた（あるいはカツラを被せられた、染髪された）我が子であった。男は臓器密売人で違う服を着せて誘拐し、臓器を売ろうとしていたのである、というもの。野沢尚の小説『リミット』に、同様の手口で犯行を重ねる臓器密売目的の誘拐犯が登場する。
夜道の少女
真夜中の山道で、およそその場には似つかわしくない少女が走り去る姿をドライバーが目撃する。不審に思っていると、続けて一人の男が現れ「ここら辺で少女を見なかったですか？」と声を掛けてくる。父親が迷子の娘を探していると思ったドライバーは、少女が走り去った方向を男に教え、そのまま帰宅する。後日、件の山道で殺人事件があり、その犯人が少女を探していた男だったことを知ったドライバーは、猟奇殺人犯の元から逃げ出した少女の行き先を教えてしまったことに気付き、驚愕した、というもの。
少女の行き先を尋ねた男が、宮崎勤で、少女は事件の最後の被害者とされる派生系もある。同事件と関連付けられる都市伝説は、他にも怖い道路標識などがある。
怖い道路標識
「歩行者専用」の道路標識は、子供を誘拐する犯人の姿を元にデザインされた、というもの。
忽然と客の消えるブティック
ブティックの試着室に入った客が、次々と行方不明になるというもの。その後の行方には諸説あるが、「だるま女」などの人身売買話につながる場合が多い。
フランスで1969年に発生した「オルレアンの噂」と呼ばれる事件が元になった。
漫画『シティーハンター』の第1巻に同様の話がある。
中国奥地の達者（だるま女）
中国の奥地を訪れた旅行者が、両手両足を切断された人間を「達者」と称して見世物にする奇怪な店に立ち寄り、その「達者」は行方不明になっていた日本人と分かるというもの。数多くのバリエーションがあり、他の都市伝説に組み入れられた形で語られることも多い。
類似の話に「だるま女」と呼ばれる都市伝説があり、こちらは拉致された女性が四肢を切断されたうえ、人身売買の対象にされているという内容である。前述の「中国奥地の達者」に比べると、こちらは非合法な闇市場の存在とその異常性を伝える傾向が強い。
「外国（特にアジア）は未開で野蛮」という差別的なイメージに基づくものであるとの説もある。

### その他
テロリストのお礼
親切に接した外国人から、「当分は○○（鉄道や飛行機）に乗らない方がよい」と告げられる。後日テロ事件が発生し、その実行犯が件の外国人であった、というもの。地名・施設名が挙げられ、「当分は○○に行かない方がよい」と助言される話もある。
当たり屋グループ
「当たり屋グループにご注意を」という趣旨の文章とともに、車のナンバーが列挙されている怪文書が流通し続けているが文書内容は事実ではない（ほとんどが架空ナンバー）。
スナッフフィルム
実際の殺人の様子が収められた映像が裏社会で流通している、というもの。
悪魔の密輸
赤ん坊の腹を切り、中に麻薬を詰め込んで密輸する、というもの。『ワシントン・ポスト』がこの噂を事実だと誤認して1985年3月25日に新聞に掲載し、3月30日に訂正した。
ダン・シモンズの小説『Song of Kali』には、密輸目的の為、主人公の子供が殺害される描写がある。
トム・クランシーの小説『容赦なく』に、ベトナム戦争で戦死した米兵の腹部にヘロインを詰め込み、米本土の空港で麻薬組織が回収し密売する描写がある。
動物の体内に麻薬・覚醒剤を仕込んで密輸する事件はそう珍しくない。以下に一例を挙げる。
アフリカ・人間の死体・コカイン、2004年7月22日・イギリス・犬・コカイン、2006年2月1日・コロンビア・犬・ヘロイン、2009年6月16日・メキシコ・鮫の死体・コカイン